# フェルナンド・ルゴ
フェルナンド・アルミンド・ルゴ・メンデス（西: Fernando Armindo Lugo Méndez、1951年5月30日 - ）は、パラグアイの政治家。2008年より同国大統領（第37代）を務めたが、後述の通り2012年6月に罷免された。中道左派。

## 人物
パラグアイのイタプア県サン・ペドロ・デ・パラナ地区サン・ソラーノ生まれ。1970年代後半から1980年代前半にかけてエクアドルの貧民街で宣教活動をおこない、「解放の神学」に共感を抱いていった。
1994年から2005年までサン・ペドロ教区（w:Diocese of San Pedro）の司教を務めたのち、2008年8月15日にニカノル・ドゥアルテの後を引き継ぎ大統領となった。これにより、半世紀以上続いたコロラド党右派政権にかわり、パラグアイに左派政権が成立することになった。
2009年4月、ルゴが司教時代に複数の女性と関係を持ち、子どももいたことが判明したことから国内外で大きな議論を巻き起こした。

### 弾劾
2012年6月15日、他人の土地を不法占拠する農民と、これを立ち退かせようとする警官隊が衝突し17人が死亡する事件が起き、治安悪化の責任を問われ6月22日に上院にて弾劾裁判が行われ、大統領を罷免された。ルゴはこれをクーデターであるとして非難した。これにより副大統領のフェデリコ・フランコが大統領に昇格した。